# 왕치린

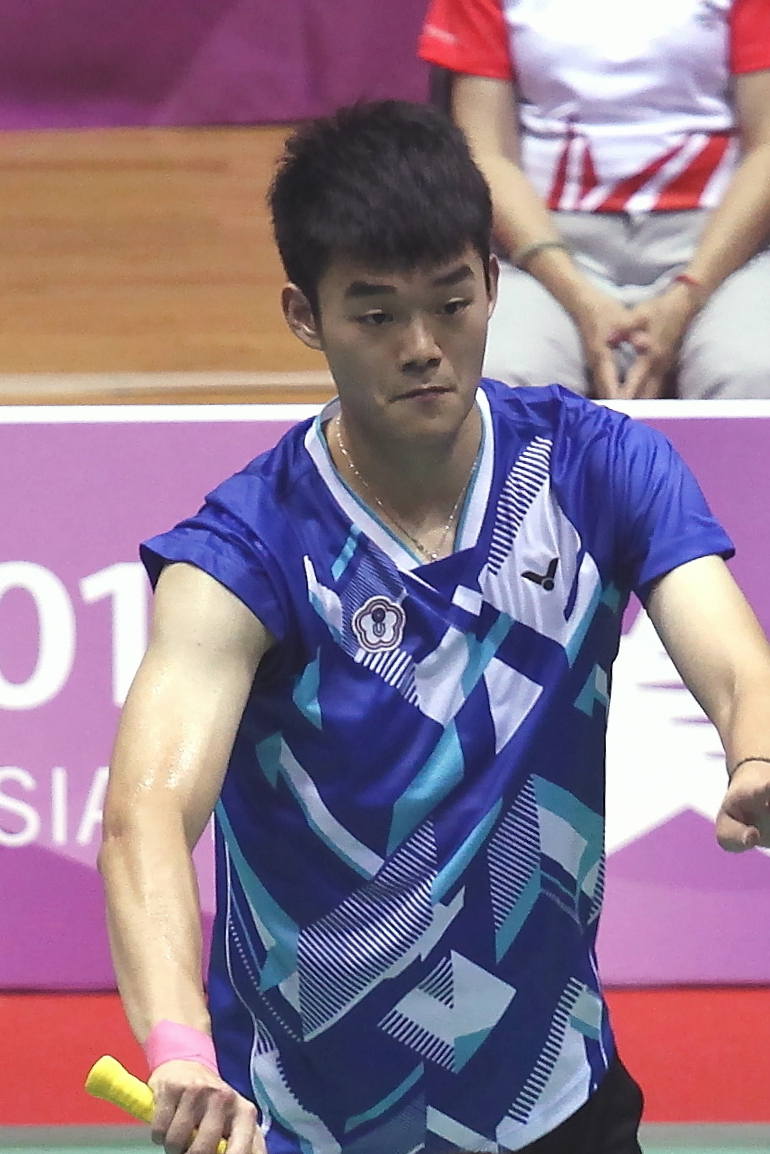

왕치린(중국어: 王齊麟, 병음: Wáng Qílín, 1995년 1월 18일 ~ )은 복식을 전문으로 하는 대만의 배드민턴 선수이다. 2020년과 2024년 올림픽 남자 복식 챔피언이다.

## 경력
2021년, 2020년 도쿄 올림픽에서는 파트너 리양 (배드민턴 선수)과 함께 남자 복식 결승에서 2018년 세계 챔피언 리준후이와 류위천을 꺾었다. 이들은 올림픽 남자 복식 배드민턴에서 금메달을 획득한 최초의 시드 배정되지 않은 조가 되었다. 이는 대만의 배드민턴 첫 올림픽 메달이었다. 2022년에 왕치린과 리준후이는 주니어 챔버 인터내셔널 타이완에서 선정한 대만의 뛰어난 청년 10인 중 두 명으로 선정되었다.
2024년 파리 올림픽에서도 그와 그의 파트너 리양은 시드 배정을 받지 않은 조로 남자 복식 결승에서 우승하는 위업을 반복하며 올림픽 타이틀을 방어하는 역사상 최초의 남자 복식 조가 되는 역사를 만들었다.